# Phelloderme

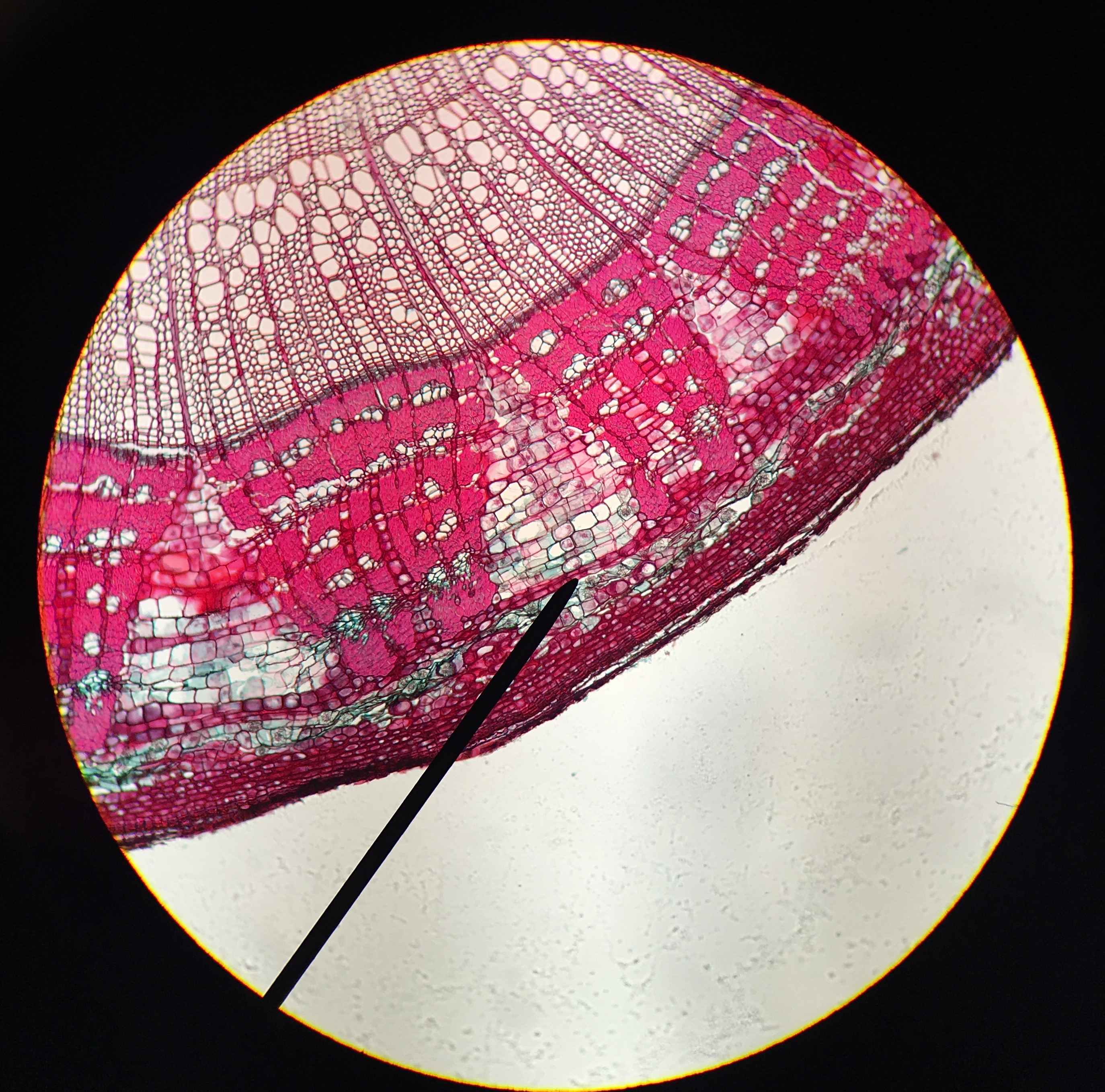
Coupe transversale d'une tige de tilleul, colorée au carmin : le trait montre le phellogène qui génère à l'intérieur le phelloderme et à l'extérieur le suber.

Le phelloderme est un tissu végétal de l'écorce des tiges ligneuses (tronc d'arbre, branche...).
C'est un parenchyme cortical secondaire situé juste en dessous du liège (l'écorce au sens commun du terme). Il assure le maintien d'une circonférence de parenchyme cortical lors du grandissement en épaisseur de la tige. Il est parfois appelé "écorce vivante".
Il est mis en place par l'assise suberophellodermique (ou phellogène), qui fabrique aussi la couche plus externe de liège (ou suber).